# Xerocrassa barceloi
Xerocrassa barceloi е вид коремоного от семейство Hygromiidae.

## Разпространение
Видът е разпространен в Испания.